# Öpir

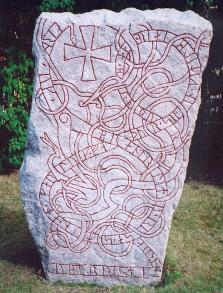
En runsten vid Uppsala domkyrka, ristad av Öpir.

Öpir, (nysvensk normalisering Öpe), eller Ofeig Öpir som troligen var hans epitet, var verksam som runristare under 1000-talets senare hälft, vilket är den mest aktiva perioden av stenresning i Mellansverige. Han är en av de runmästare som efterlämnat allra flest verk, omkring åttio stycken varav de flesta är signerade.

## Namnet
Namnet skrivs, i translittererad form, ubiR, ybiR eller ybir i olika runinskrifter. Namnet är en ija‑stam, och skulle med ljudlagsenlig normalisering återges Öpe på nysvenska med accent 2.

## Historia

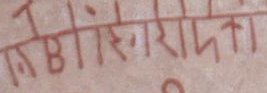
"Öpir ristade", här hans signatur på U 1072 i Bälinge kyrka.

Enligt en av Claiborne Thompson 1972 i Fornvännen framlagd teori skulle U 669 omtalad Ofaigr vara identisk med Öpir och Öpir ha varit lärjunge till Visäte. Teorin har senare avvisats av bland andra Magnus Källström. Enligt denna teori skulle hans första självständiga arbete ha inträffat på 1070-talet, hans verksamhet varade därefter till början av 1100-talet, en period som sammanföll med Inge den äldres regeringstid. Enligt forskare som Franz Herschend och Bo Gräslund spänner de olika Öpirstenarnas datering över åren 1010–1130. Enligt Otto von Friesen genomförde den uppländska kyrkan i detta skede en territoriell organisation med sockenindelning i hela landskapet och Öpirs stenar - alla av röd sandsten, restes som griftvårdar på de allra äldsta kyrkogårdarna. De flesta av hans ristningar finns i östra och södra Uppland men några förekommer även i Östergötland och Södermanland.
Öpir har utelämnat inledande h-ljud på ett par av sina stenar, en dialektal variant som idag förekommer i roslagsdialekten, men fram till 1800-talet var vanligt i dalmålet och under medeltiden förekom i stora delar av Uppland. Hans texter är i regel kortfattade medan större möda lagts på ornamentiken, vars kompositioner visar på en mycket säker och elegant linjeföring. Motiven består i regel av ett rundjur i två eller tre rundlagda slingor som är omslingrade av mindre ormar. Ibland är rundjuret lagd i en åtta eller i tre rundlar som bildar en konisk form. Hans kristna kors är för det mesta enkla kryckkors eller likarmade grekiska kors.
Hans namn betyder ordagrant roparen (av verbet öpa, skrika), alltså gaphalsen, och skulle kunna vara ett öknamn. En nyare tolkning, av runologen Marit Åhlén, är dock att det snarare handlar om ett mer hedrande namn: roparen ska då förstås som "kungöraren" eller "härolden"; den som förmedlar ett budskap. För denna teori talar att en namne till Öpir fått två minnesstenar efter sig på en sörmländsk tingsplats. Man kan jämföra med det i England förekommande namnet "Cryer", som går tillbaka på yrket "cryer", det vill säga utropare eller kungörare. Öpirs dopnamn var dock Ofeig vilket också står ristat på Marmastenen i Funbo socken.
Johan Peringskiöld hävdade på 1600-talet att Öpir skulle ha bott i Uppsala-Näs socken. Enligt Marit Åhlén är Öpir i själva verket flera olika runristare, en teori som senare flera runforskare anslutit sig till. En Ubir skulle höra till 1000-talet, medan en Ybir varit verksam under slutet av 1000-talet och början av 1100-talet. Magnus Källström har räknat med åtminstone två olika Öpir, en uppländsk och en sörmländsk.
Öpirs rika produktion har varit föremål för specialstudier och det har bland annat föreslagits att de stenar som bär hans namn i själva verket är produkter av en kringresande verkstad, ett företag med flera anställda ristare och att mästaren själv bara signerat stenarna och endast i undantagsfall knackat med huggjärn och mejsel.
Ett ganska typisk skapelse av Öpir är Vaksalastenen.

## Ristningar av Öpir
| - Gs 4, signerad ubiʀ risti - Sö 11, signerad ybiR • hiok runaR [iRma : k.] - Sö 308, signerad · i(n) · ybir risti - U 23, signerad ybiR risti - U 36, signerad ybiR risti - U 104, signerad ybiR risti - U 118, signerad ybiʀ [risti run]a[ʀ] - U 122, signerad ybiR risi ru - U 128, osignerad - U 142, signerad ybir risti - U 168, signerad þoru ybiR iak - U 173, osignerad - U 179, signerad ybir rist - U 181, signerad in ubiR risti run - U 210, signerad ybiR iak - U 229, signerad ybir risti ruan - U 231, osignerad - U 232, osignerad - U 233, osignerad - U 262, signerad ybiR risti ru - U 279, signerad ybiR risti runa - U 287, signerad ybiR [ri]sti runa - U 288, signerad ybir risti runa - U 292, osignerad - U 307, signerad in ybiR risti - U 311, osignerad - U 315, signerad in ybiR risti - U 462, signerad uk ybiR ris[ti run] - U 485, signerad in ofaigr ybiR risti - U 489, signerad ybiR risti - U 541, signerad ybir risti ru-iR - U 544, signerad ybiR rista runa þisa - U 564, osignerad (runstensfragment) - U 565, signerad ubiR risti - U 566, signerad ubi risti runa - U 684, osignerad - U 687, signerad ubiR risti ru | - U 827, osignerad - U 842, osignerad - U 880, signerad ybir rista runa - U 893, signerad ubiR risti - U 896, signerad riþ runaR ubiR - U 898, signerad ybir risti - U 906, osignerad - U 914, osignerad - U 922, signerad in ybiR [ risti ] - U 926, signerad (A)ubiR risti runa (B)ybiR risti runaR - U 933, osignerad - U 938, osignerad (osäkert) - U 939, osignerad - U 940, signerad riþ runaR ubiR - U 961, signerad riþ in ubiR - U 970, signerad ybiR - U 973, signerad in ybiR risti - U 984, signerad ybiR risti - U 985, osignerad - U 993, signerad ybiR rist- - U 1014, osignerad - U 1034, signerad ybir risti - U 1063, signerad ybiR risti runa - U 1072, signerad ybir risti - U 1084, osignerad - U 1086, osignerad - U 1089, osignerad - U 1096, osignerad - U 1100, signerad ybiR rista r - U 1106, signerad ybiR risti - U 1159, signerad - U 1177, signerad ybiR risti - U Fv1948;168, signerad ybir risti - U Fv1976;107, signerad ybir risti run |

## Bildgalleri

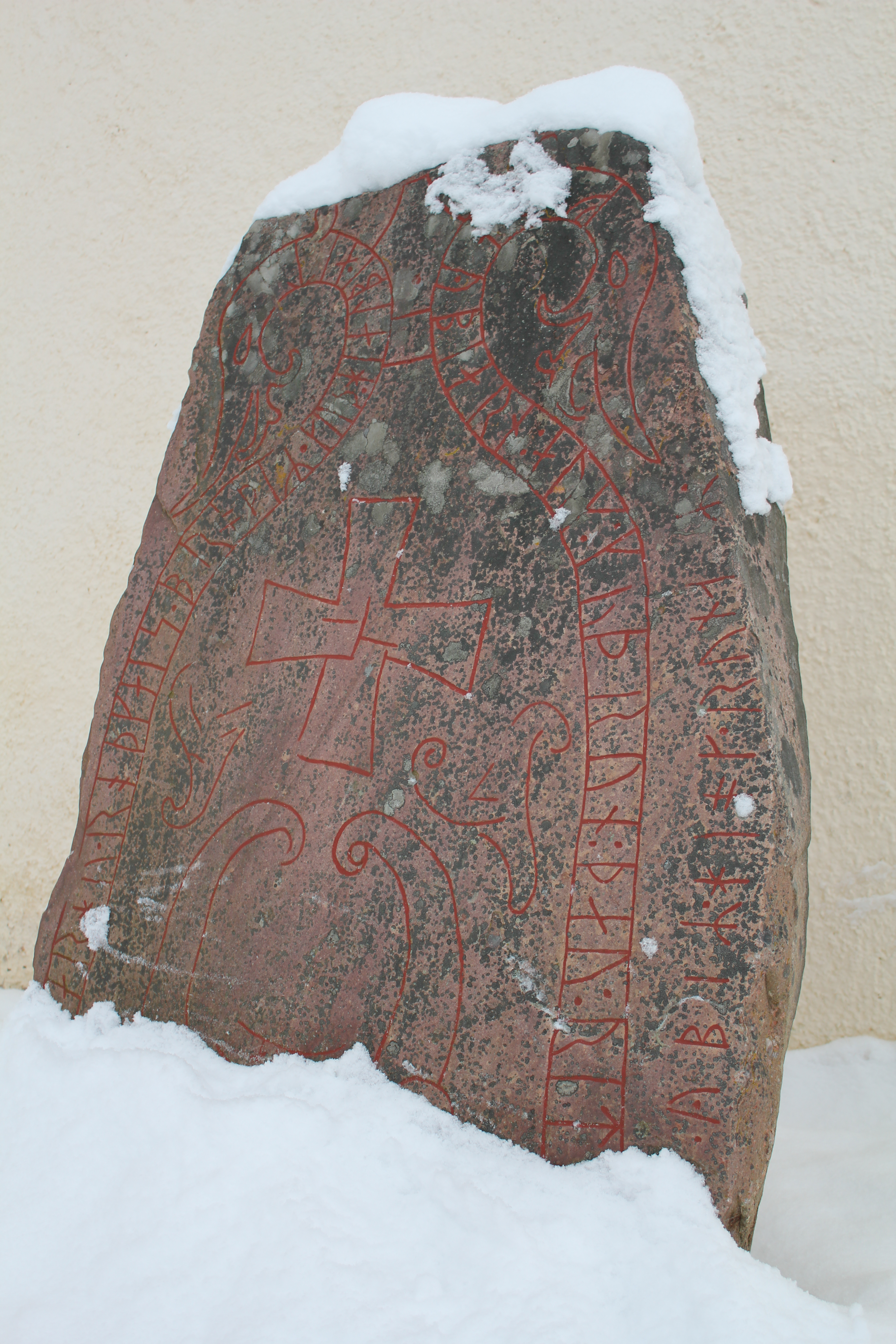
Sö 11
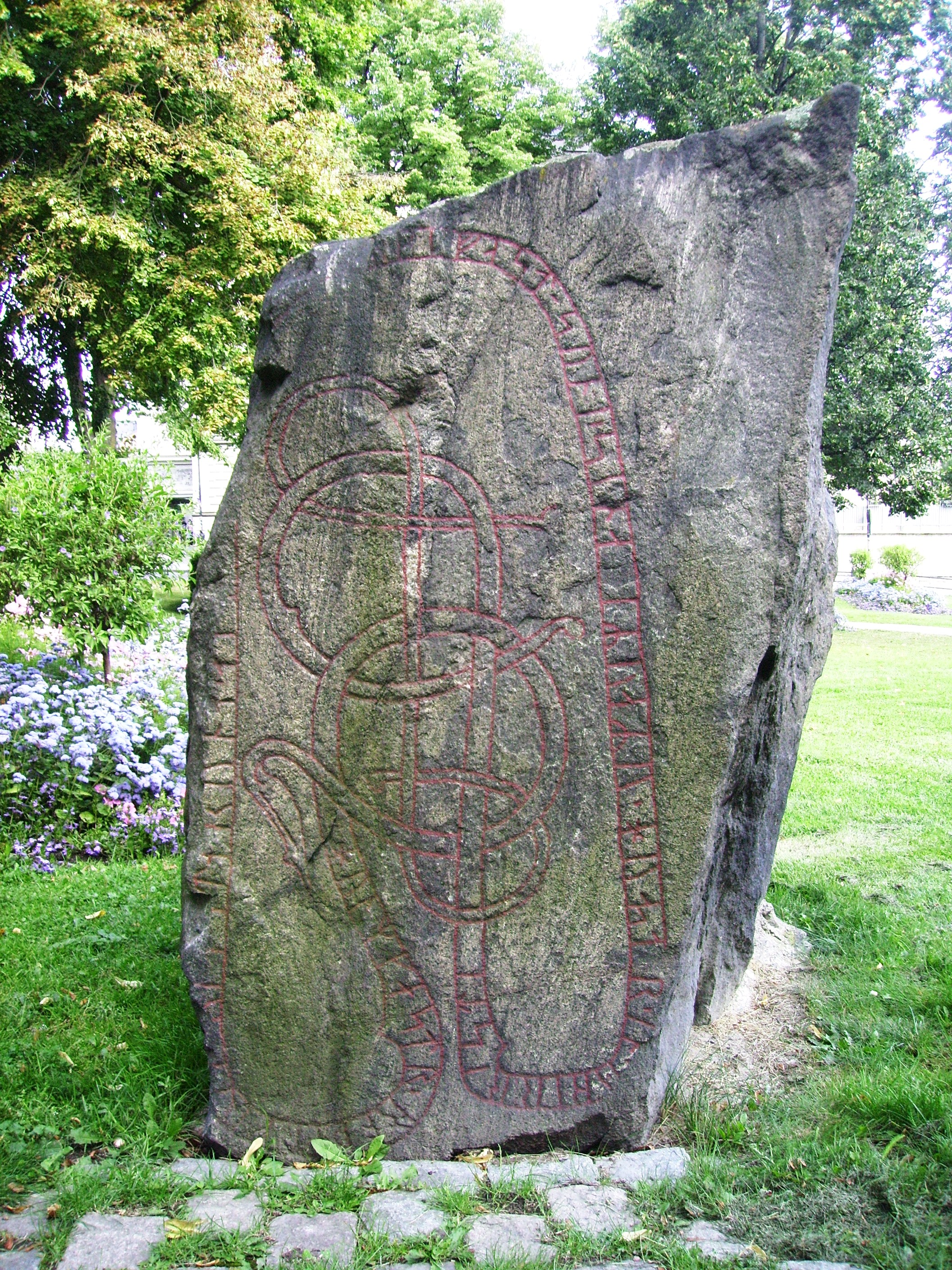
Sö 308
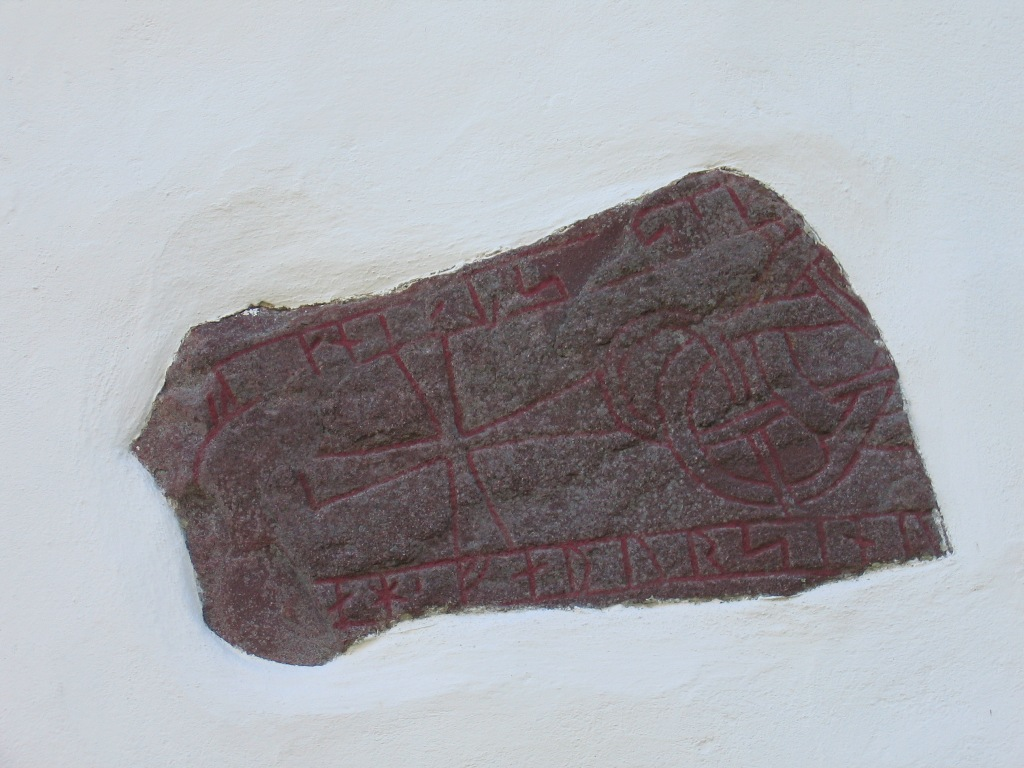
U 23
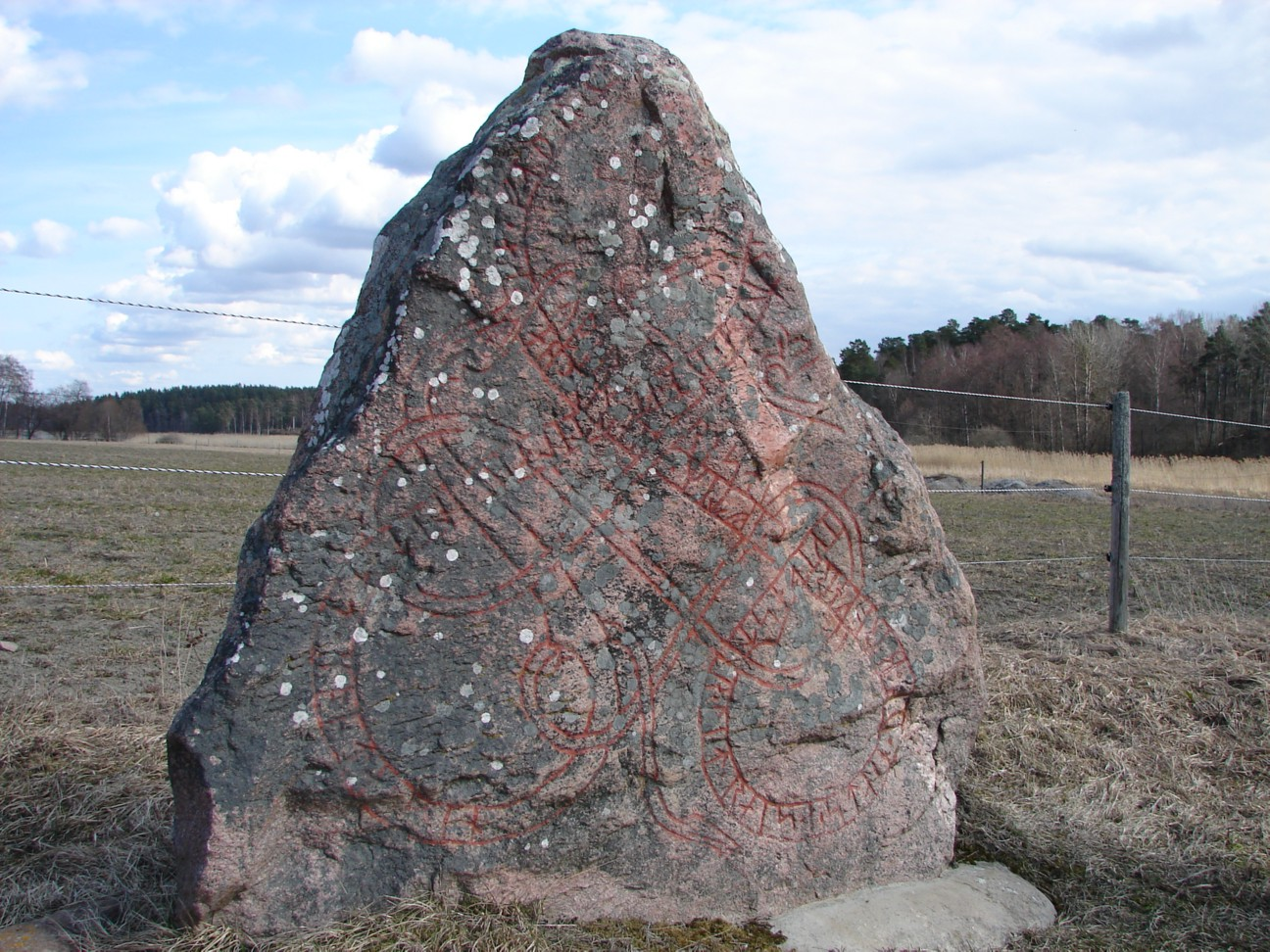
U 142
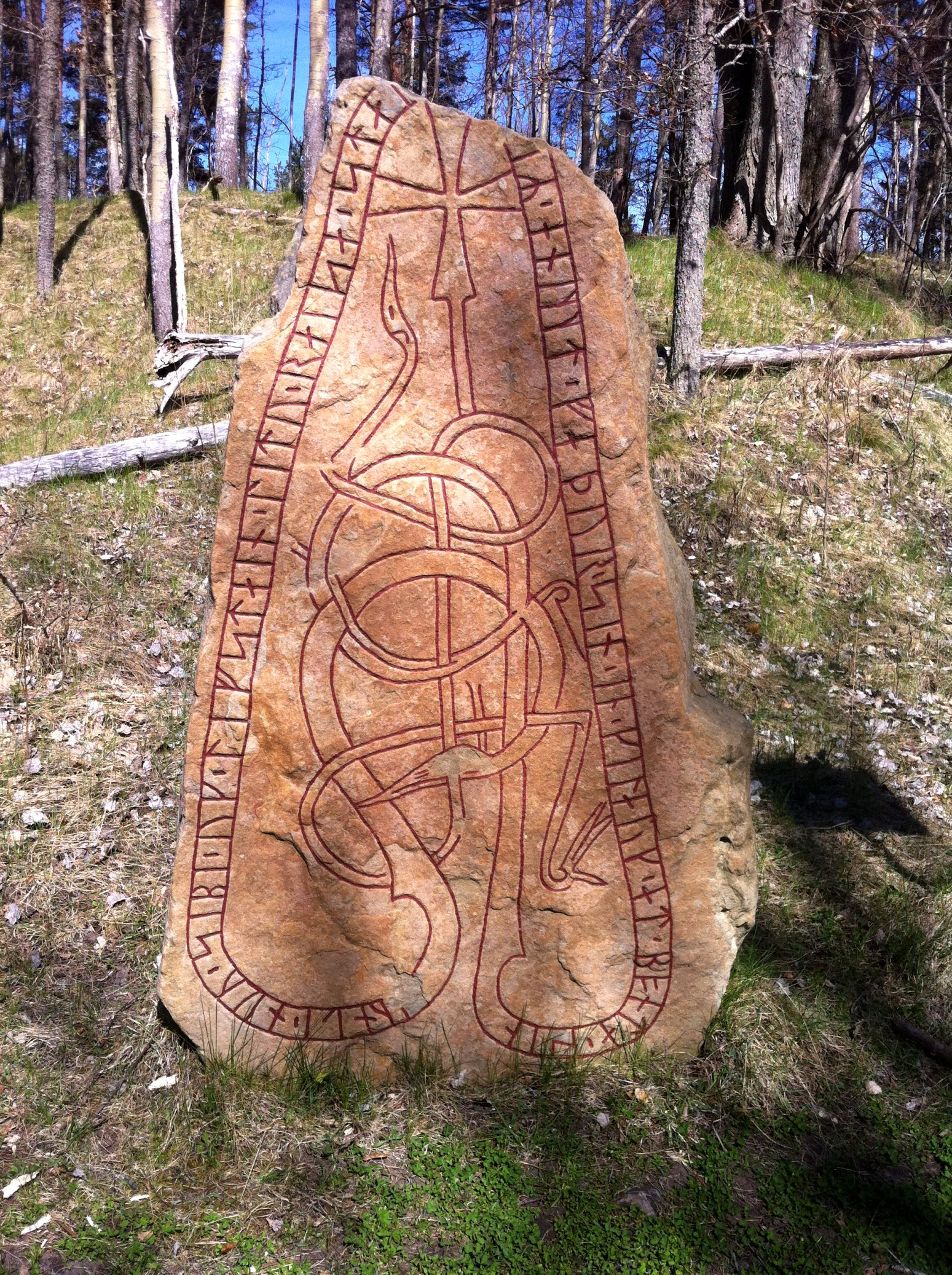
U 173
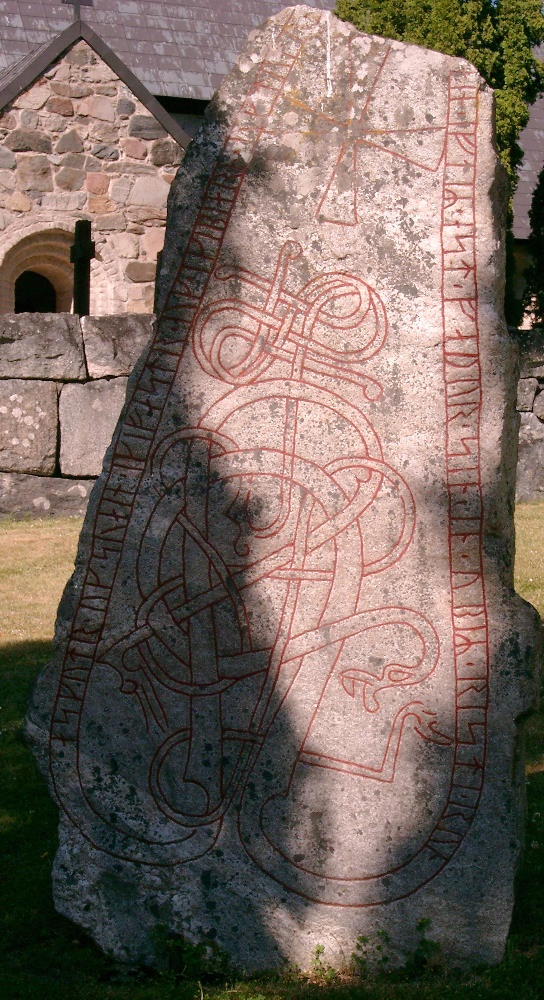
U 181
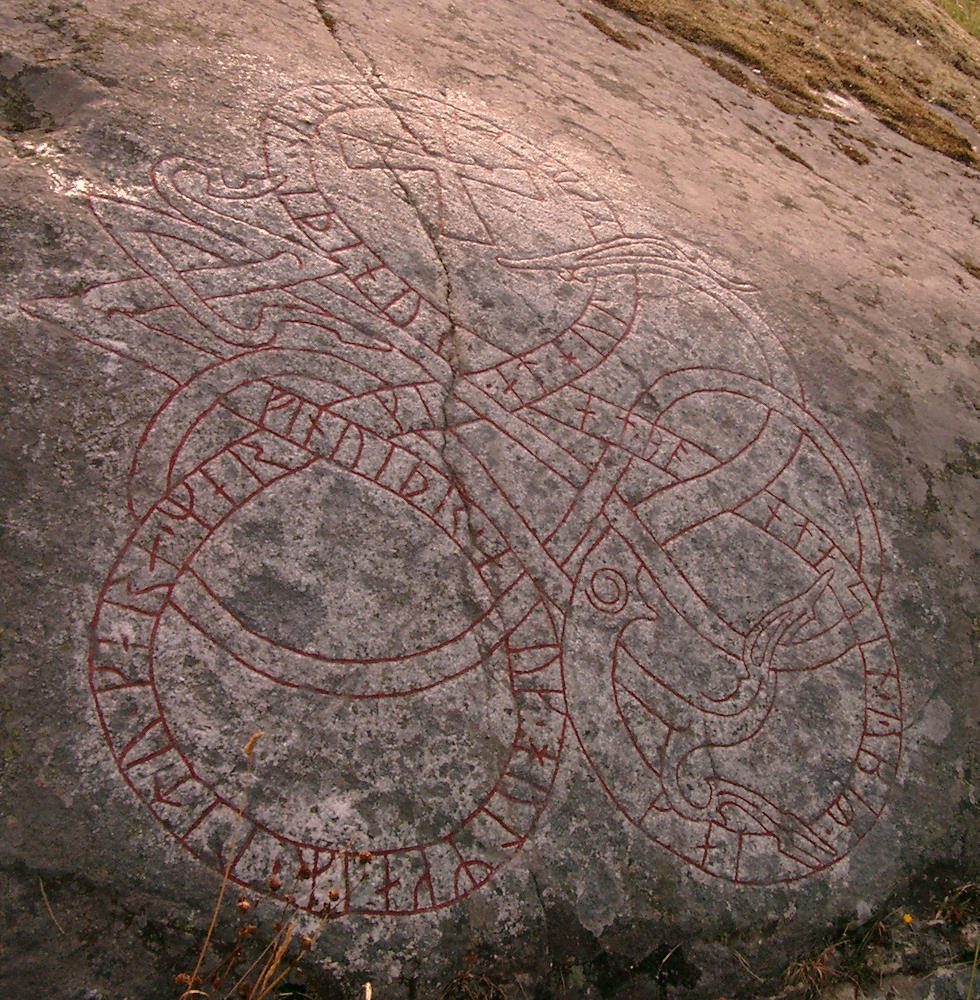
U 210
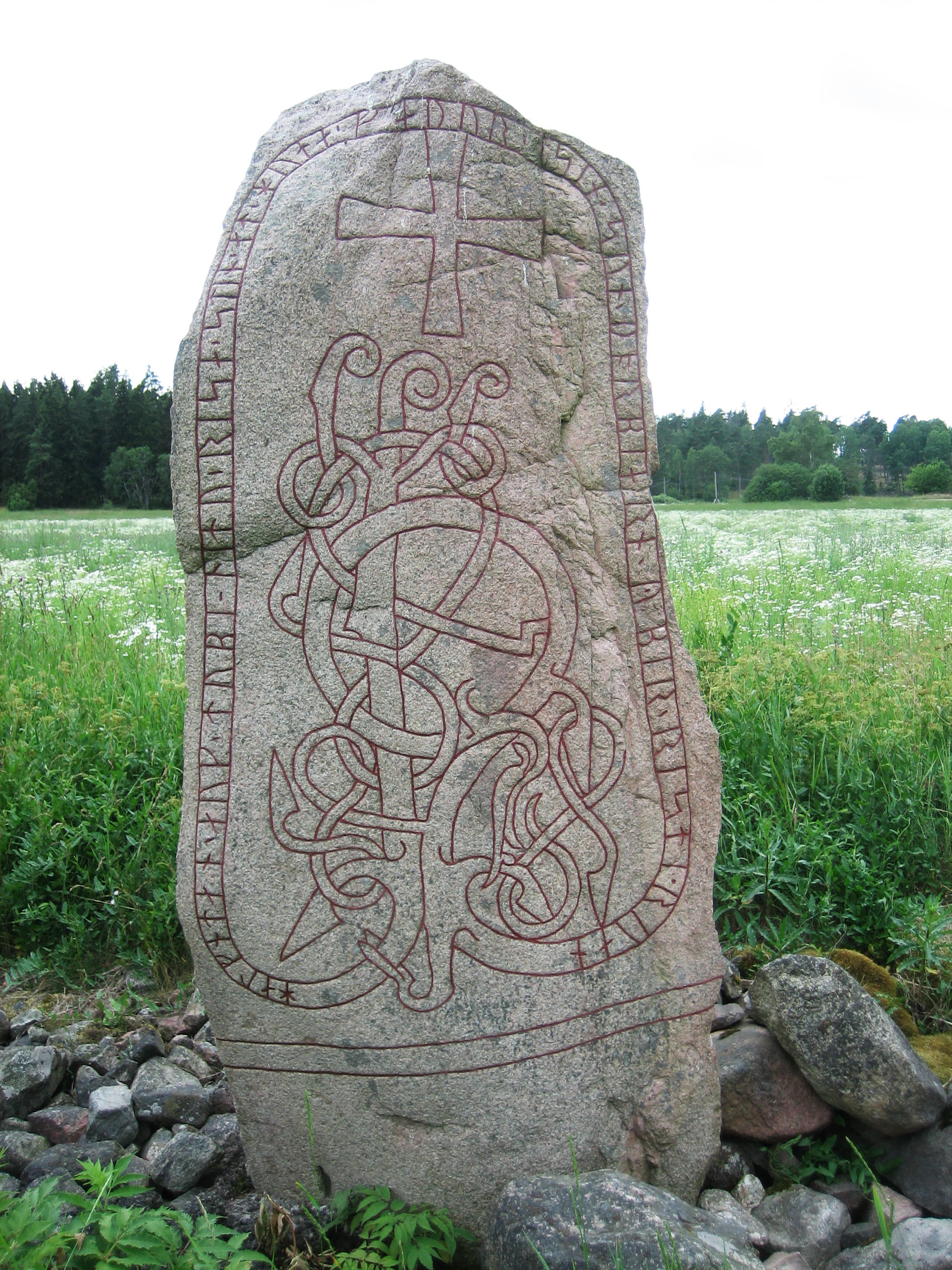
U 229
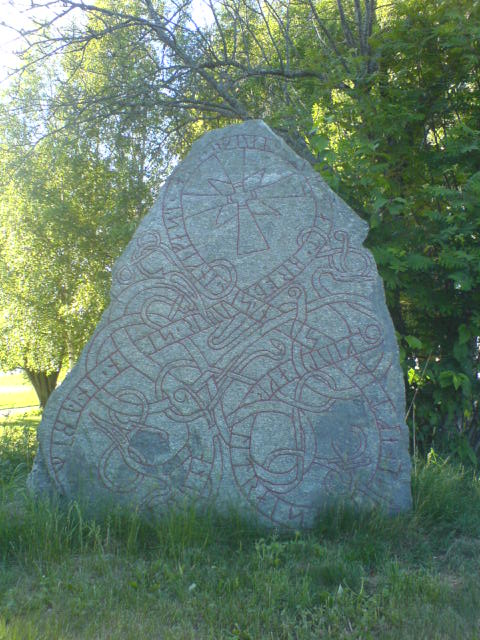
U 287
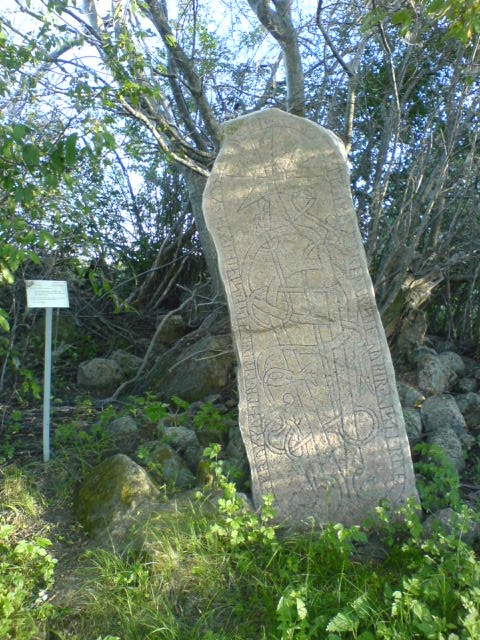
U 288
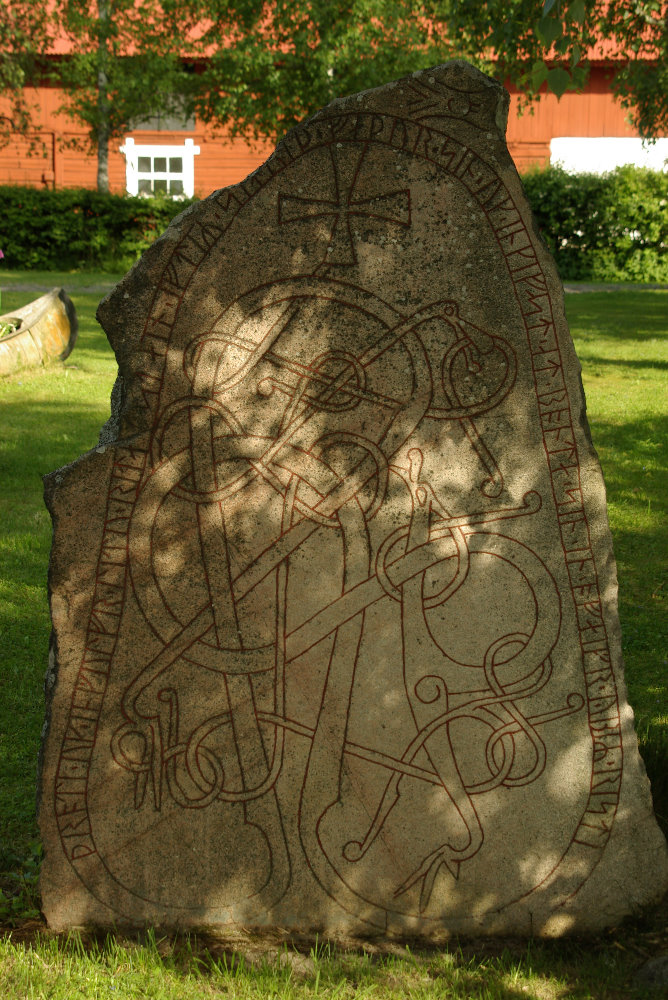
U 485
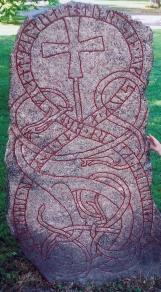
U 489
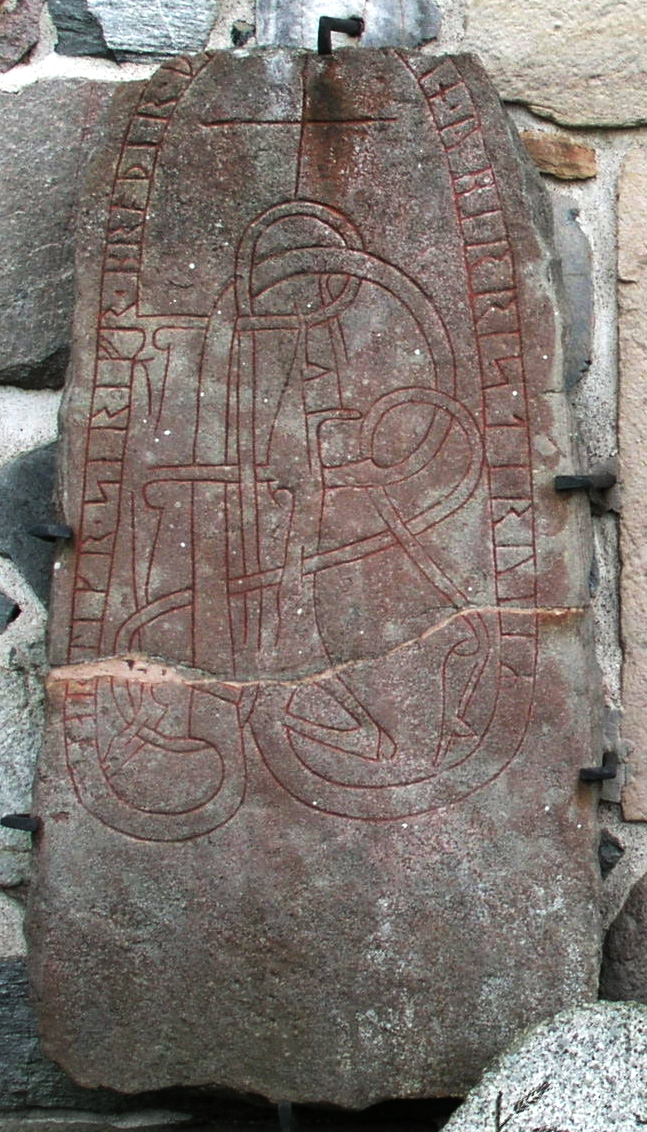
U 541
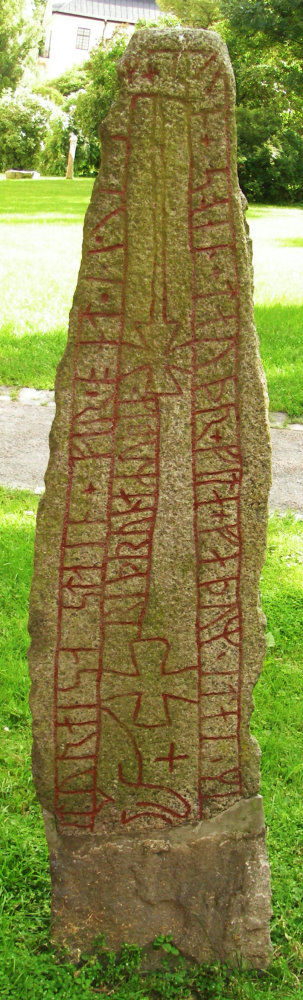
U 896
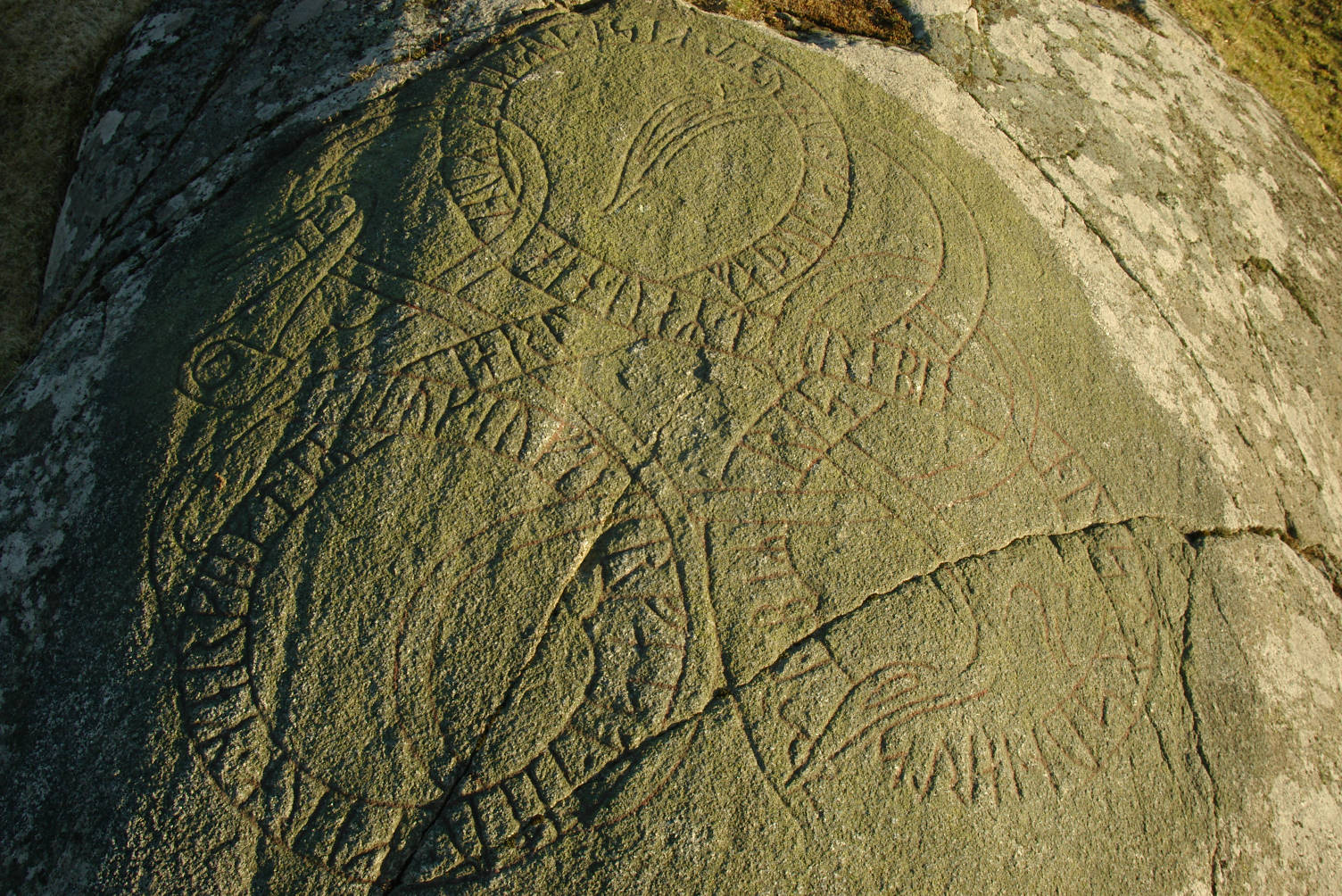
U 898
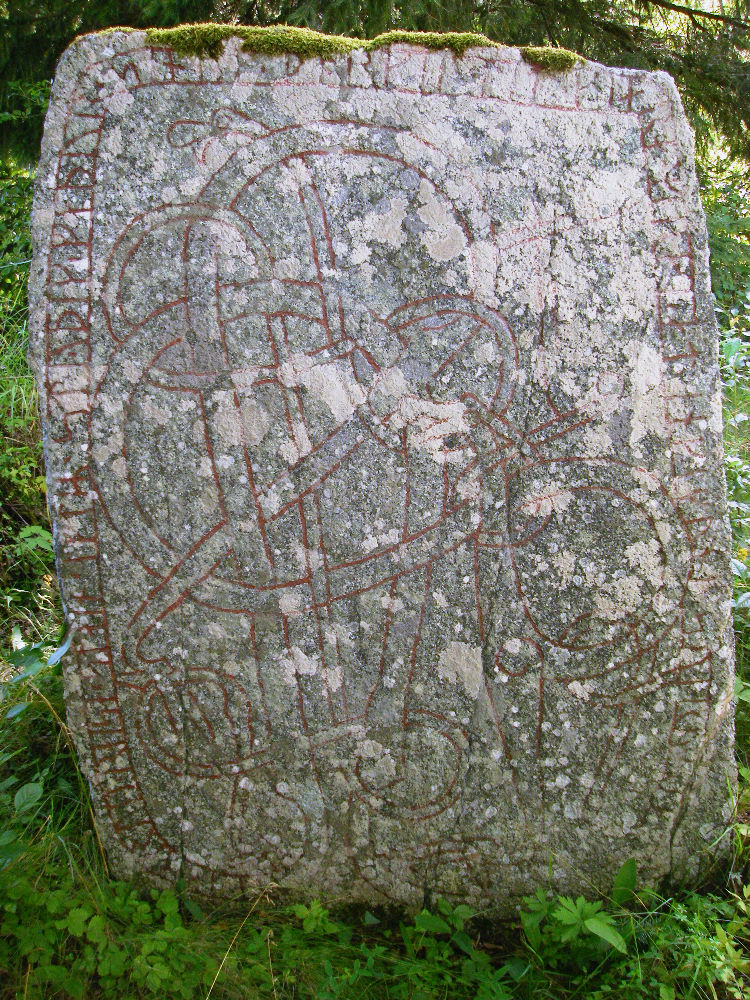
U 914
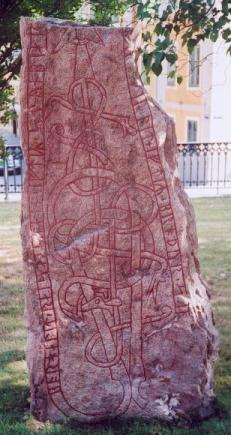
U 933
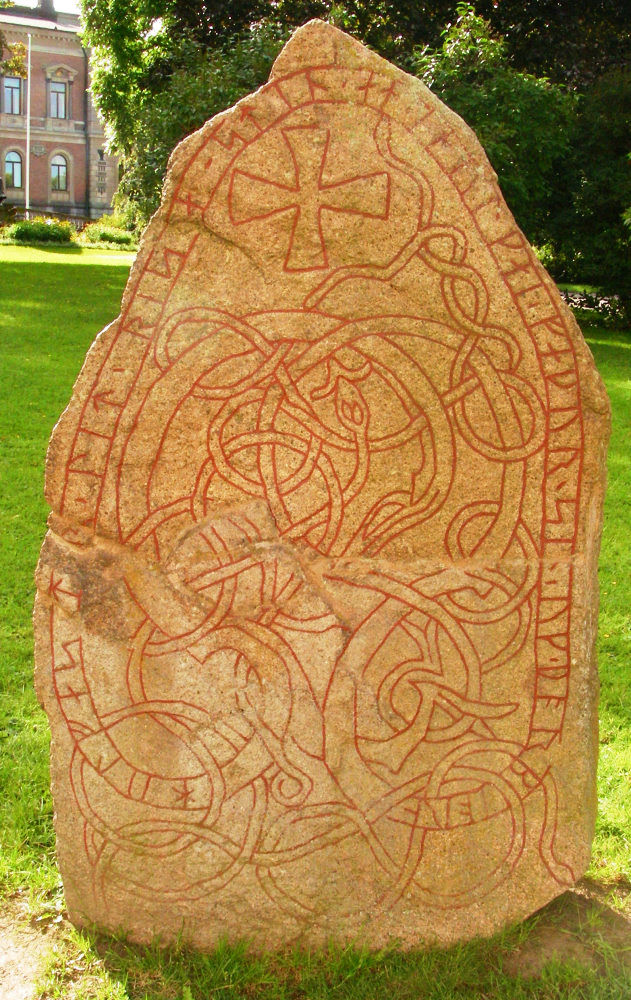
U 938, osäkert
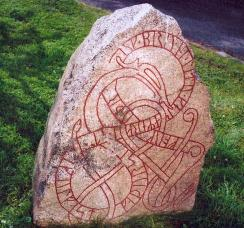
U 939
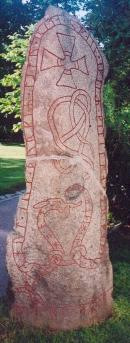
U 940
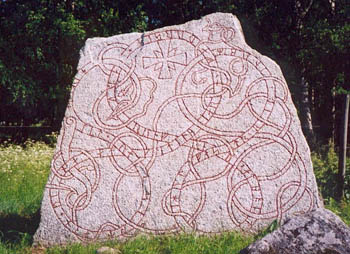
U 961
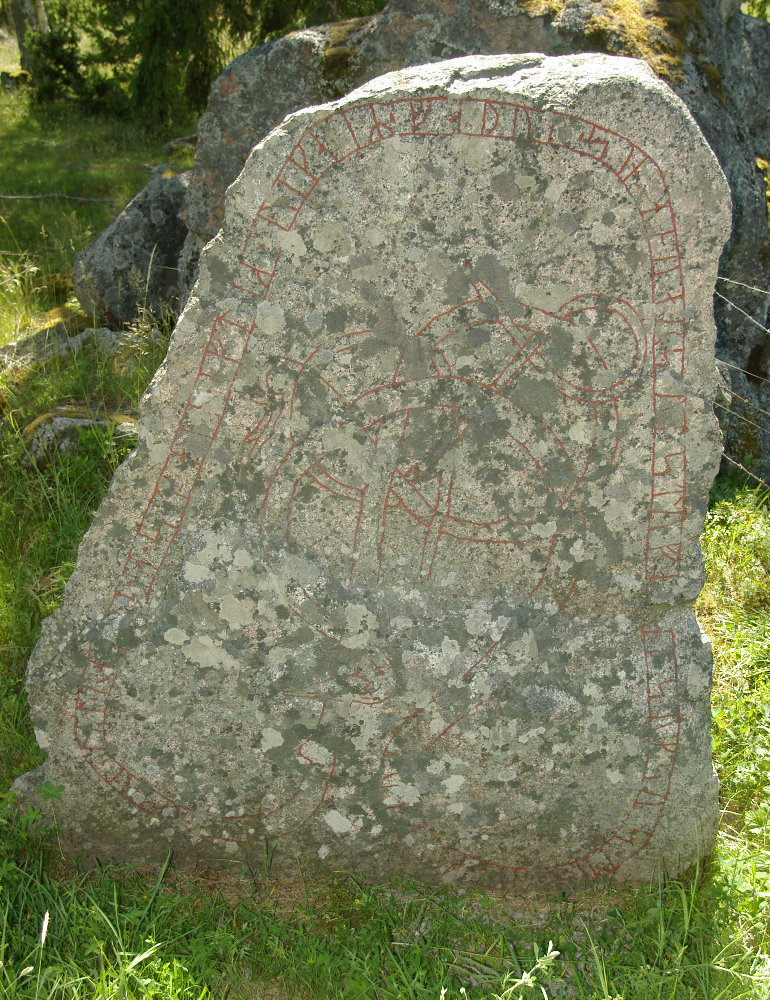
U 985
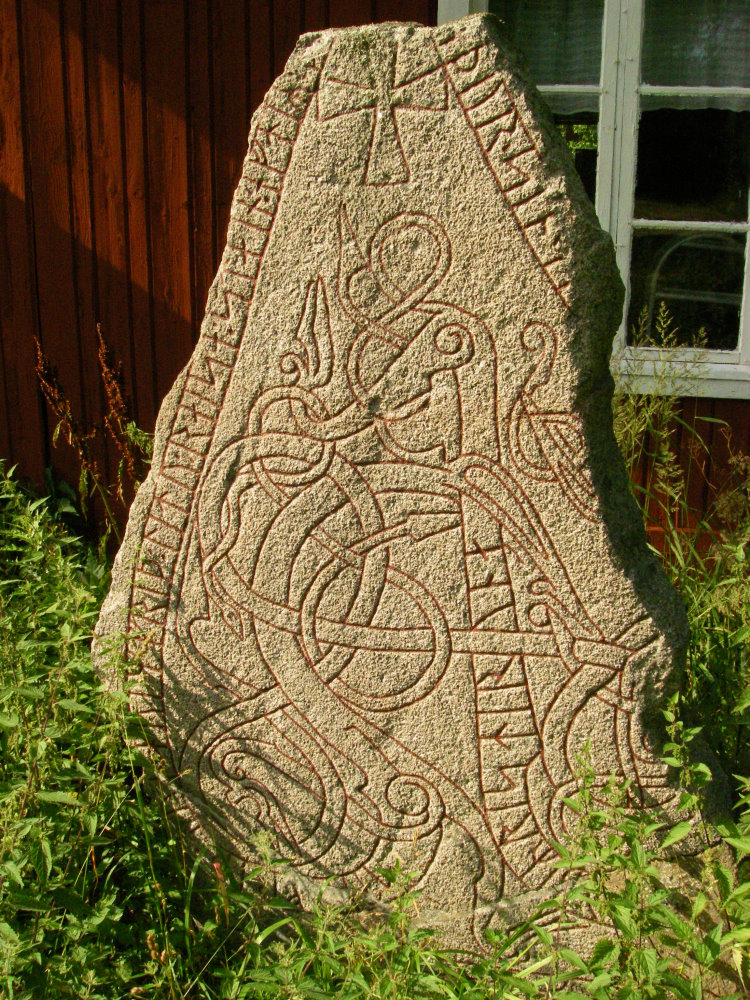
U 1063
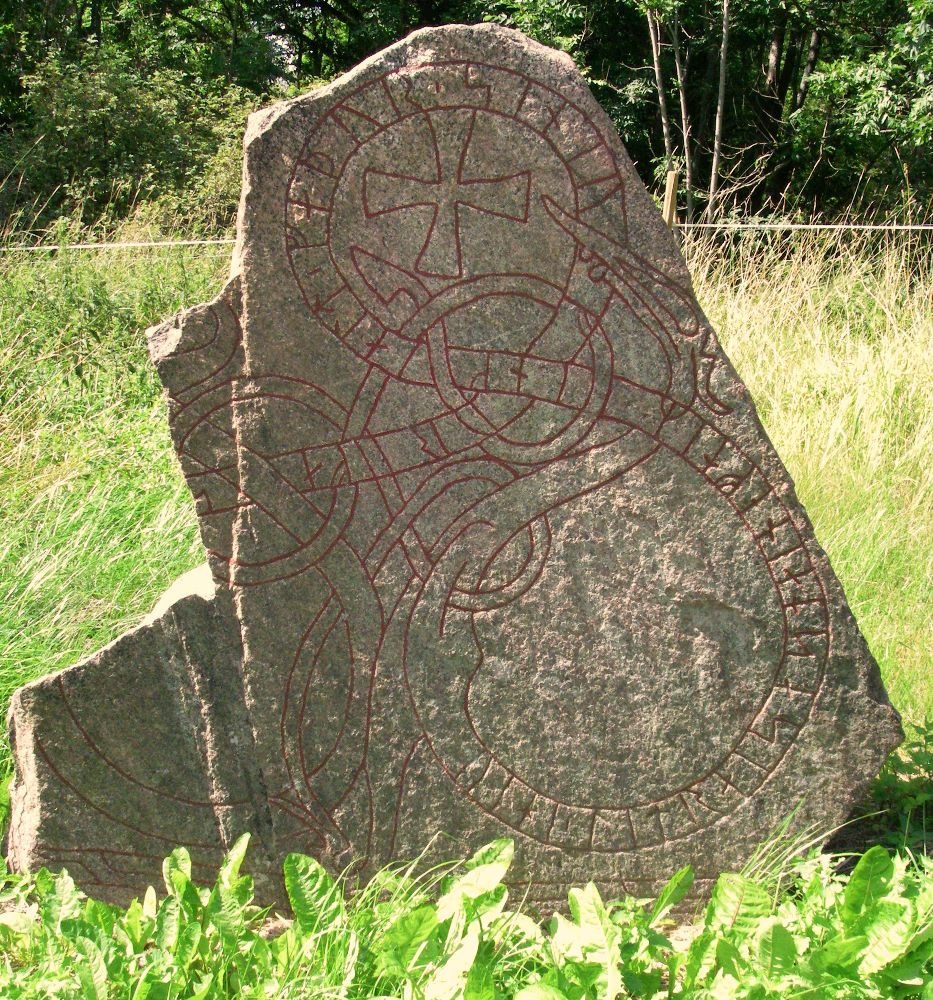
U 1089
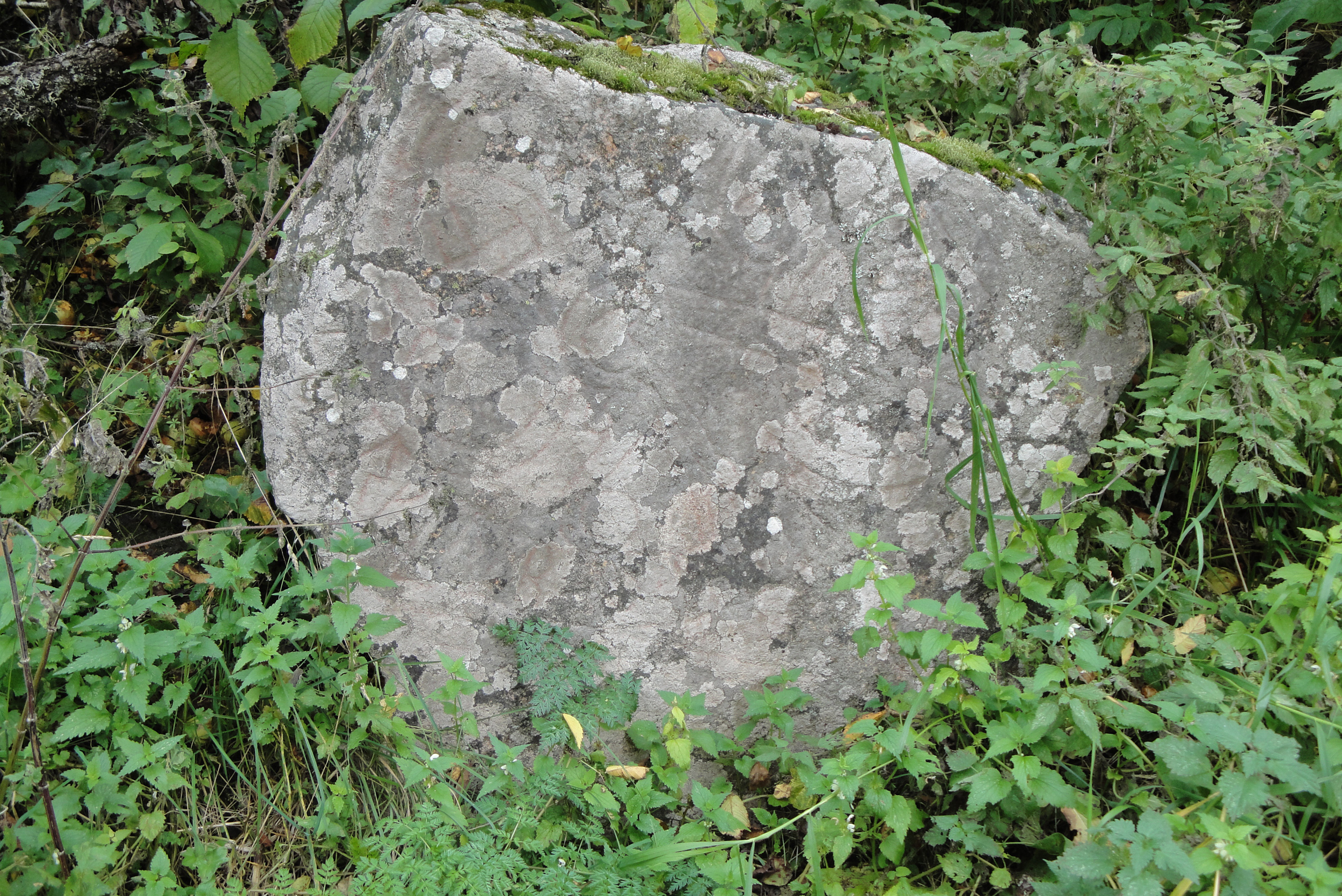
U 1100
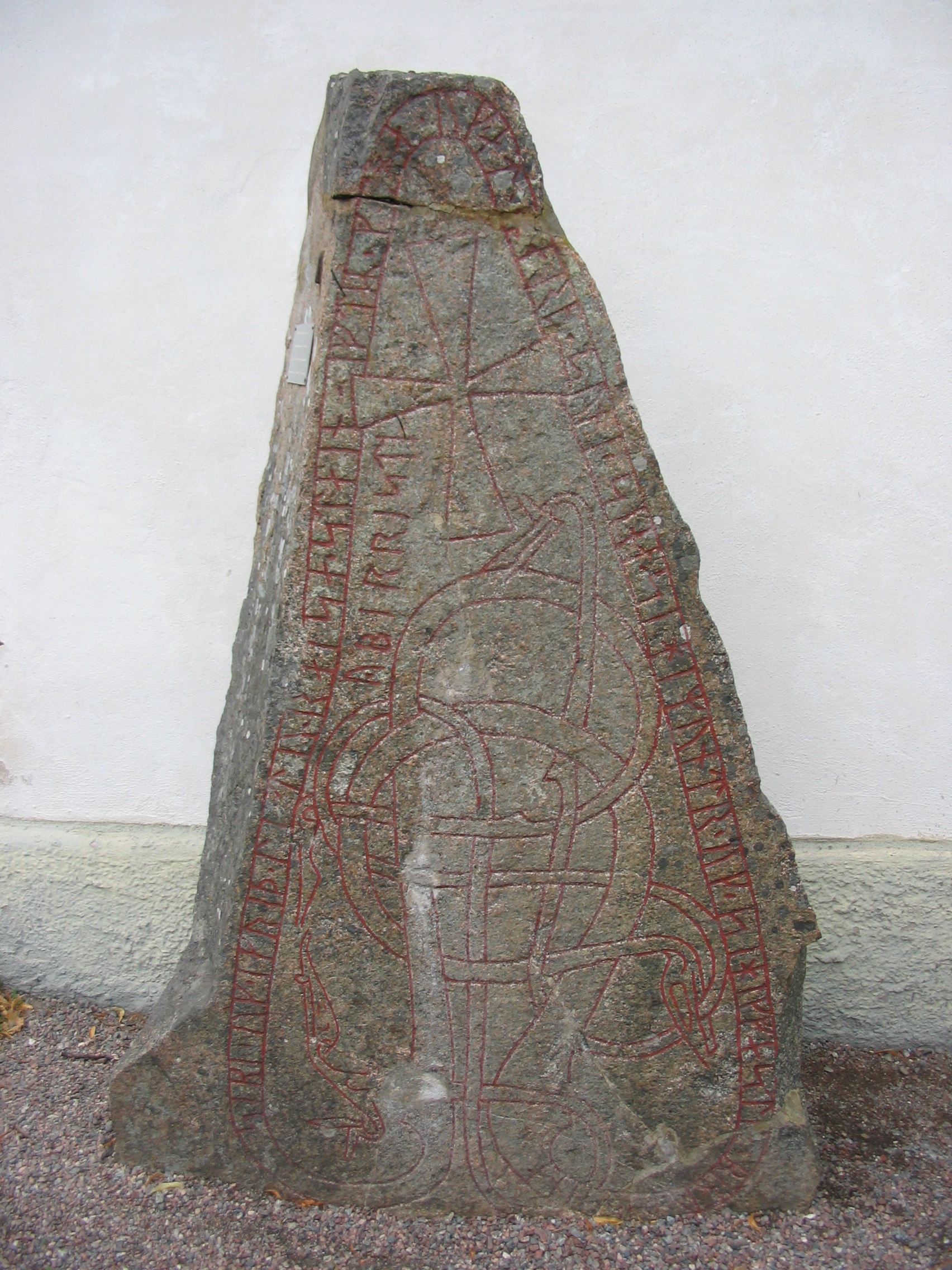
U Fv1948;168
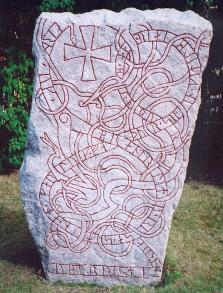
U Fv1976;107